# Amsterdam (New York)
Amsterdam település az Amerikai Egyesült Államok New York államában, Montgomery megyében. Lakosainak száma 18 219 fő (2020. április 1.).

## Közlekedés
A települést érinti az Amtrak egyik távolsági vasúti járata is, az Empire Service.

## Népesség
A település népességének változása:

| 2010 | 18 620 |
| 2020 | 18 219 |